# オーボエソナタ (プーランク)
オーボエとピアノのためのソナタ（フランス語: Sonate pour hautbois et piano）FP185は、フランシス・プーランクが1962年に作曲した室内楽曲。

## 概要
プーランクの3つある木管楽器のためのソナタの一曲であり、ほかに1956年のフルート・ソナタと、本作と同年のクラリネット・ソナタがある。プーランク最晩年の作品の一つであり、サン＝サーンスの「オーボエ・ソナタ op.166」、シューマンの「3つのロマンス op.94」と並んでオーボエ奏者にとって重要なレパートリーの一つである。亡き畏友セルゲイ・プロコフィエフの追憶に捧げられているが、作曲者自身がこの作品を完成させてすぐに亡くなったために、プーランク自身の遺作にも等しい存在と言える。
プーランクの他の作品同様、楽器の特性を最大限に活かした楽曲であり、非常に広い音域の使用や難技巧、伴奏役のピアノにも高い技術を要求するなど、オーボエ・ピアノ共に楽器の潜在的可能性を追求された楽曲である。また通例のソナタとは一線を画す構成や様々な旋律の美しさ、重厚な和声感等、作者の個性も認められる。
一方で、楽曲全編にわたり死の影のような悲愴感に貫かれ、特に終楽章でその傾向が強く、多くのオーボエ奏者にとっては一種の「死者略伝」のようなものである。プーランク自身「最後の楽章は典礼の歌に近いものである」と語っている。
初演は1963年6月8日、ストラスブールにてジャック・フェヴリエのピアノとピエール・ピエルロの独奏による。なお、チェスター社より2004年に改訂版が出版された。第2楽章のピアノのパートで、従来版と若干の和声変更がある。

## 構成
以下の3楽章から成るが、伝統的なソナタの定型（急―緩―急）に反して、緩―急―緩の構成を採っている。
第1楽章「悲歌」（静かに、急がずに） Elégie (Paisiblement, sans presser)
自由なソナタ形式。オーボエ・ソロの1小節の前奏に引き続き、ト長調の温和な第1主題と付点音符で彩られたニ短調の第2主題（苦悩・憧憬・追憶の象徴として用いられることが多い）が提示される。激しい展開部では第2主題が主に扱われ、「急―緩―急―緩」とコントラストが激しい。やや形を変えた再現部、展開部の回想の後、短く静かなコーダで終わる。第2主題は調性を変えて終楽章でも登場し、楽曲の統一を図っている。
第2楽章「スケルツォ」（活気よく） Scherzo (Très animé)
3部形式の非常に早いスケルツォ。超高音域でのトリル、早く歯切れの良いパッセージ等が特徴的。ピアノ、オーボエ共に非常に高い技巧を要し、演奏は一筋縄では行かない。中間部の緩徐部はプロコフィエフの「ロメオとジュリエット」へのオマージュである。
第3楽章「嘆き」（きわめて穏やかに） Déploration (Très calme)
変奏曲形式と3部形式を組み合わせた形。冒頭に示される上昇する3音（A♭―B♭―B♮）が全体を支配する動機となる。文字通りの「嘆き」に相応しい楽章で、プーランク最晩年の境地を伝えるもの。
変奏曲だが変化するのは調性（嬰ト短調(G#m7)―ハ短調(Cm7)―ホ短調(Em7)）とダイナミクスのみで、ピアノの重厚な持続和音の上をオーボエが奏する形となっている。中間部はピアノの弱々しい一定のリズムの上を新たな旋律が現れながらクレッシェンドし、イ短調の強奏で再び上昇動機が回帰して頂点を形作る。その後は第1楽章の第2主題が調を変えて回帰し、ヘ短調の和音上を上昇動機で奏でる。最後はピアノの奏でるリズム上で動機が下降形になり、弱々しく終わる。
随所で演奏が難しく、とりわけルンバ風のスケルツォは厄介である。
全曲の演奏に14分前後を要する。